# Ford 4.4 Turbo Diesel
Ford 4.4 TD — восьмицилиндровый дизельный двигатель внутреннего сгорания, выпускавшийся компанией Ford Motor Company с 2009 по 2022 год.

## Описание
Двигатель Ford 4.4 TD выпускался в мексиканском городе Чиуауа наряду с 6,7-литровым двигателем Ford Power Stroke, который устанавливался на Ford Super Duty. Двигатель TD, в свою очередь, устанавливался на Land Rover Range Rover. Также двигатель устанавливался на Ford F-150 и Ford Expedition.

## Технические характеристики
- Объём: 4,4 л (4367 см3)
- Мощность: 250 кВт (335 л. с.)
- Крутящий момент: 700 Н·м
- Диаметр цилиндра × ход поршня: 84 мм × 98,5 мм